# Canada Line
La Canada Line est une ligne de métro canadienne automatique, située dans la région du Grand Vancouver, en Colombie-Britannique. Ouverte en 2009, elle est la troisième ligne du réseau du SkyTrain, exploité par la société TransLink. Elle est représentée en turquoise sur les cartes du réseau, pour 19,2 km de rails. La voie principale relie Vancouver à Richmond tandis qu'une voie secondaire de 4 km relie la station Bridgeport à l'aéroport de Vancouver.

## Histoire
La ligne est inaugurée le 17 août 2009, soit quinze semaines avant l'inauguration initialement prévue le 30 novembre 2009 et bien avant l'ouverture des Jeux olympiques d'hiver de 2010 en février, pour lesquels elle est construite. Le village olympique, situé dans la baie de False Creek, est desservi par la station Olympic Village. Le nouveau service prévoit le déplacement de 100 000 usagers par jour d'ici à 2010 et 142 000 d'ici à 2021.
La gestion du projet est effectuée par la société Canada Line Rapid Transit Inc. (CLCO), anciennement RAV Project Management Ltd. (RAVCO, acronyme de « Richmond-Airport-Vancouver ») . La ligne est construite par SNC-Lavalin qui s'occupe également de son exploitation pour 35 ans. La Canada Line est exploitée indépendamment des lignes Expo et Millennium, bien qu'elle soit considérée comme faisant partie du réseau du SkyTrain.

## Parcours

Carte de la Canada Line avant le prolongement de la ligne Millennium à Coquitlam et la fin de sa desserte de Waterfront.

La ligne compte 17 stations dont 3 sur la branche aéroportuaire. Elle est souterraine au départ de Waterfront — unique station de correspondance avec les lignes Expo et le SeaBus — et devient aérienne entre Langara–49th Avenue et Marine Drive. La ligne croise par ailleurs le réseau de bus à haut niveau de service à la station Broadway City Hall, avec la ligne 99-B.
|  |    |    |    |  | Station                         | Ville     | Correspondances                     |
|  | -- | -- | -- |  | ------------------------------- | --------- | ----------------------------------- |
|  |    | ▣  |    |  | Waterfront                      | Vancouver | Expo Line West Coast Express SeaBus |
|  |    | ◉  |    |  | Vancouver City Centre           | Vancouver | Expo Line (Granville)               |
|  |    | ⚫︎ |    |  | Yaletown—Roundhouse             | Vancouver | —                                   |
|  |    | ⚫︎ |    |  | Olympic Village                 | Vancouver | —                                   |
|  |    | ◉  |    |  | Broadway—City Hall              | Vancouver | Autobus 99B                         |
|  |    | ⚫︎ |    |  | King Edward                     | Vancouver | —                                   |
|  |    | ◉  |    |  | Oakridge—41st Avenue            | Vancouver | Autobus R4 «41re Avenue»            |
|  |    | ⚫︎ |    |  | Langara—49th Avenue             | Vancouver | —                                   |
|  |    | ⚫︎ |    |  | Marine Drive                    | Vancouver | —                                   |
|  |    | ⚫︎ |    |  | Bridgeport                      | Richmond  | —                                   |
|  |    |    |    |  | Branche vers Richmond—Brighouse |           |                                     |
|  |    |    | ⚫︎ |  | Capstan                         | Richmond  | —                                   |
|  |    |    | ⚫︎ |  | Aberdeen                        | Richmond  | —                                   |
|  |    |    | ⚫︎ |  | Lansdowne                       | Richmond  | —                                   |
|  |    |    | ▣  |  | Richmond-Brighouse              | Richmond  | —                                   |
|  |    |    |    |  | Branche vers YVR—Airport        |           |                                     |
|  | ⚫︎ |    |    |  | Templeton                       | Richmond  | —                                   |
|  | ⚫︎ |    |    |  | Sea Island Centre               | Richmond  | —                                   |
|  | ▣  |    |    |  | YVR—Airport                     | Richmond  | Aéroport international de Vancouver |

## Projets de prolongements
Un projet de prolongement de la ligne du Canada line vers White Rock a été proposé par l'autorité aéroportuaire de Vancouver en passant par le tunnel George Massey et la ville de Richmond a demandé à Translink d'allonger la ligne vers Steveston.